# Christine Kutschera
Christine Kutschera (* 1968 in Bielefeld, Nordrhein-Westfalen) ist eine deutsche Schauspielerin, die für Film und Theater arbeitet, sowie Synchronsprecherin.

## Ausbildung und Theater
Christine Kutschera erhielt nach ihrem Abitur ein Stipendium am American Conservatory Theater in San Francisco. Anschließend ergänzte sie ihre Schauspielausbildung in Deutschland mit einem Studium am Hamburgischen Schauspielstudio. Ihre Bühnenkarriere begann sie in dem Stück „Zimmer frei“ bei der größten deutschen Landesbühne in Schleswig-Holstein. Es folgten Auftritte am „Haus im Park“ und am jüdischen Theater „Schachar“. Ihr vielseitiges Talent zeigte sie in „Freundinnen“, „Andre Töne“ und „Gojim“. Mit ihrem Solo-Programm „Die Hölle der Mädchen“ gastierte sie auf zahlreichen norddeutschen Bühnen. 2017–2019 war sie mit der szenischen Lesung Der blaue Tiger in Deutschland, Österreich, Schweiz und Italien auf Tournee.

## Film und Fernsehen
Ihre erste Hauptrolle, Thea, im TV spielte sie neben Robert Atzorn in Zu Fuß und ohne Geld 1993. Im Kinofilm Sturmflut II spielte sie die Hauptrolle Meike Nissen. 2009 begeisterte sie die Fernsehzuschauer in der ARD-Serie Eine für alle in der Rolle der undurchsichtigen Dr. Schmidt. Einem breiten Publikum ist sie durch die internationale deutsch-australische Produktion Emmas Chatroom in der Rolle von Emmas Mutter, Tina Schubert, bekannt. 2012 stand Christine Kutschera wieder für das Erfolgsteam in einer weiteren Koproduktion In your dreams als Hochzeitsplanerin Julia Nord vor der Kamera. Es folgten weitere Haupt- und Nebenrollen in TV-Serien wie SOKO Wismar, Notruf Hafenkante, Die Pfefferkörner, Letzte Spur Berlin und Stralsund.

## Sonstige Tätigkeiten
Ihre Sprechertätigkeit umfasst Dokumentation, Werbung, Synchronisation, Hörbuch sowie Hör- und Computerspiele.
Unter anderem spricht sie in der Hörspielreihe TKKG Junior die durchgehende Rolle der Margot Glockner, Gabys Mutter. Computerspielfans kennen sie als Stimme von Sentinel Ryssa Brin in Anthem und Lissandra, die Eisgeborene in League of Legends. In der bewegenden Dokumentation über Dr. Peter Scott Morgan Vom Menschen zum Cyborg ist sie die Erzählerin. 2021 erschien das Hörbuch Das kleine Café am Meer von Anja Saskia Beyer mit Christine Kutschera als charmante Protagonistin Hannah Blumberg.
Christine Kutschera beherrscht die deutsche Gebärdensprache (DGS) und unterstützt regelmäßig Veranstaltungen der Gemeinschaft der Schwerhörigen/Gehörlosen. 2011 moderierte sie die Benefiz-Gala „Grenzen sind relativ“ zu Gunsten des Musikunterrichts für Hörgeschädigte an der Rock- und Popschule Kiel.

## Filmografie (Auswahl)
- 1995: Zu Fuß und ohne Geld (Fernsehserie)
- 1996: Mona M. – Mit den Waffen einer Frau (Fernsehserie, 1 Episode)
- 1997: Die Feuerengel (Fernsehserie, 1 Episode)
- 1997: Einsatz Hamburg Süd (Fernsehserie, 1 Episode)
- 1997–2004: Alphateam – Die Lebensretter im OP (Fernsehserie, 2 Episoden)
- 1998: Die Männer vom K3 (Fernsehserie, 1 Episode)
- 1999: Doppelter Einsatz (Fernsehserie, 1 Episode)
- 2000: Zwei Mädels auf Mallorca – Die heißeste Nacht des Jahres (Fernsehfilm)
- 2000: Adelheid und ihre Mörder (Fernsehserie, 1 Episode)
- 2000: Delta Team – Auftrag geheim! (Fernsehserie, 1 Episode)
- 2000: Mind Hunter (Fernsehfilm)
- 2000: St. Angela (Fernsehserie)
- 2002: Am Ende des Tunnels (Fernsehfilm)
- 2002–2005: Die Rettungsflieger (Fernsehserie, 2 Episoden)
- 2003: Der Ermittler (Fernsehserie, 1 Episode)
- 2005–2011: Küstenwache (Fernsehserie, 2 Episoden)
- 2006: Nichts weiter als (Kurzfilm)
- 2006: Balko (Fernsehserie, 1 Episode)
- 2007: Elvis und der Kommissar (Fernsehserie, 1 Episode)
- 2008: Sturmflut II
- 2009: Eine für alle – Frauen können’s besser (Fernsehserie)
- 2010: Tatort: Königskinder (Fernsehserie, 1 Episode)
- 2010: Emmas Chatroom (Fernsehserie, 3 Episoden)
- 2011: Mind the Gab
- 2013: Stufe Drei (Kurzfilm)
- 2013: In Your Dreams – Sommer deines Lebens (In Your Dreams, Fernsehserie, 3 Episoden)
- 2014: Soko Wismar (Fernsehserie, 1 Episode)
- 2014: Morden im Norden (Fernsehserie, 1 Episode)
- 2014: Die Pfefferkörner (Fernsehserie, 1 Episode)
- 2014: Verbotene Liebe (Fernsehserie)
- 2015: Notruf Hafenkante (Fernsehserie, 1 Episode)
- 2016: Letzte Spur Berlin (Fernsehserie, 1 Episode)
- 2018: Stralsund (Fernsehserie, 1 Episode)
- 2021: Alles was zählt (Fernsehserie, 3 Episoden)
- 2022: Notruf Hafenkante (Fernsehserie, 1 Episode)
- 2022: In aller Freundschaft – Die jungen Ärzte (Fernsehserie, 1 Episode)
- 2024: Dein perfektes Jahr